# Táborníci (skauti)
Táborníci byli v letech 1921–1939 jednou z výchovně organizačních složek Svazu Junáků Skautů republiky Československé, podobně jako vlčata, roveři či oldskauti. Jednalo se o rodinný skauting provozovaný dospělými s dětmi.  Zakladatelem byl roku 1921 Eduard Štorch. Dalším průkopníkem byl Alexandr Sommer Batěk. Hnutí úzce spolupracovalo s oldskauty, se kterými se sloučilo roku 1934 do sdružení čsl. oldskautů a táborníků. V roce 1939 došlo ke sloučení několika skautských organizací do Junáka, jehož součástí byli i dosavadní oldskauti a táborníci pod novým společným názvem "starší junáci". V roce 1940 byl Junák včetně všech podřízených jednotek nařízením K. H. Franka rozpuštěn.  Po válce již nebylo hnutí táborníků obnoveno a z jejich táborů se staly soukromé chatové osady, které v různé míře udržují povědomost o původním poslání. Podobný program měly i další skautské organizace jako Čsl. Liga skautů a táborníků a Československá obec junáků volnosti.

### Oddíly táborníků
V Čechách a na Moravě vznikla řada oddílů táborníků (maximum v roce 1935  dosáhlo počtu 417 táborníků ve 24 oddílech). Oddíly se nacházely v Praze (až 14 oddílů), Plzni (6 oddílů), a jednotlivé oddíly i v Českém Brodu, Přerově, Žilině, Košicích, Vlašimi, Kolíně, Olomouci, na Hodonínsku a Brněnsku.

#### Táborníci v Plzni
V Plzni vzniklo několik oddílů, jejichž osady se nacházely v širším okolí města: 13. oddíl u Dobříva (v roce 1990 obnoven jako 13. klub oldskautů. rozpuštěn 2001, soukromé chaty existují), 10. oddíl u Skořic (tábor zanikl 1940), 7. oddíl na Střele pod Stražištěm (řadová kolonie existuje),  8. oddíl v Kamensku u Blovic (původní osada zanikla počátkem okupace), 14. oddíl na Střele pod Stražištěm lokalita Oblátek (řadová kolonie zbourána roku 1956), 16. oddíl na Střele pod Stražištěm lokalita V Břízkách (řadová kolonie existuje). Dochované osady jsou zajímavou ukázkou rekreační architektury kolektivistického charakteru. Používá se společná kuchyně, případně jídelna. Někdy je použita forma řadová (případně na půdoryse U), kdy byly stěny sousedních chat společné, nebo oddělené úzkou prolukou. Jindy jsou na půdorysu původního stanového tábora.